# Die letzte Legion
Die letzte Legion (Originaltitel: The Last Legion) ist ein Historienfilm aus dem Jahr 2007. Der Film basiert lose auf dem Roman des italienischen Schriftstellers Valerio Massimo Manfredi.

## Handlung
Rom, im Jahr 460: Am Vorabend der Krönungszeremonie des zwölfjährigen Romulus Augustulus zum neuen Kaiser von Rom wird der germanische Heerführer der Goten, Odoaker, in Rom vorstellig. Er fordert von Orestes, dem Vater des designierten Augustus, ein Drittel Italiens, das ihm und seinen Männern angeblich als Lohn für die Unterstützung der römischen Legionen versprochen worden sei. Orestes lehnt ab. Daraufhin droht Odoaker mit Hinweis auf die letzten ermordeten Kaiser unverhohlen mit Romulus’ Tod.
Am nächsten Tag wird Romulus von seinem Vater unter den Schutz von Aurelius, dem Befehlshaber der vierten Legion, gestellt. Dies nützt jedoch wenig, als kurz darauf die Barbarenarmee Odoakers Rom erobert. Während Orestes wie auch seine Frau Julia getötet werden, wird sein Sohn von Odoaker zusammen mit seinem Lehrer Ambrosinus nach Capri verbannt. Hier entdeckt Romulus das Schwert Julius Caesars und kommt einer alten Prophezeiung auf die Spur, wonach sich die Klinge nur in die Hand eines wahren Herrschers füge.
Mit Aurelius’ Hilfe, der Romulus und Ambrosinus auf Capri befreit, versucht die Gruppe, ins Oströmische Reich nach Konstantinopel zu fliehen, um hier Asyl zu erlangen. Der oströmische Kaiser verweigert jedoch die Unterstützung, und es kommt zur Flucht nach Britannien, wo man in der „Neunten Legion“ (eine Anspielung auf die historische Legio VIIII Hispana) die letzte dem Kaiser ergebene Einheit vermutet.
In Britannien stellt sich jedoch heraus, dass sich die Legionäre von Rom seit langem im Stich gelassen glaubten und daher bäuerliche Existenzen aufgebaut haben. Als dem angelsächsischen Herrscher Vortegern zugetragen wird, dass sich der rechtmäßige Kaiser in Britannien aufhält und er das sagenumwobene Schwert Julius Caesars in seinem Besitz hat, kommt es zur Entscheidung. Die ehemaligen Soldaten der neunten Legion schließen sich Romulus und Aurelius an und entscheiden die Schlacht schließlich zugunsten der Römer.
Am Ende des Films stellt sich Ambrosinus als Merlin heraus, der als Hüter des Schwertes Caesars gilt und jetzt einem neuen Knaben als Lehrer dient: Artus. Angelehnt an die Sage um Excalibur (im Film trägt Cäsars Schwert eine Inschrift, von der zuletzt nur noch „E.. S.. Calibur…“ zu sehen ist), wird hier damit eine (sehr weit hergeholte) Version von Romulus Augustulus als Uther Pendragon und Artus als dessen Sohn angeboten.

## Hintergrundinformationen
Die letzte Legion wurde mit einem Budget von 67 Millionen US-Dollar an Schauplätzen in der Slowakei, Italien und Tunesien produziert. Mit der historischen Realität hat die Handlung sehr wenig gemein, greift allerdings die Namen realer Personen auf.
In Nebenrollen sind Ferdinand Kingsley, Sohn von Ben Kingsley, und Mark Sangster, Vater des Hauptdarstellers Thomas Sangster vertreten. Die Darsteller Thomas Sangster, Owen Teale, Iain Glen, James Cosmo, Robert Pugh, Nonso Anozie, Murray McArthur und Alexander Siddig spielten auch in der HBO-Serie Game of Thrones mit.

## Kritiken
Angela Zierow schrieb in der TV Digital vom 24. August 2007, dass nicht mehr als ein flottes Hauen und Stechen vor antiker Kulisse zu erwarten sei. Kritisiert wird insbesondere eine vollkommen hanebüchene Handlung rund um die vermeintlichen Anfänge der Artussage, die manchmal den B-Film-Charme italienischer Sandalenfilme versprühe. Für eine Rückkehr des epochalen Sandalenkinos reiche der Film nicht aus, aber ein Abend mit leichter Kinounterhaltung für ein jüngeres Publikum sei garantiert, so die Kritikerin.
Das Lexikon des Internationalen Films urteilte: „An der Schnittstelle zwischen dem Untergang des Römischen Reichs und dem Entstehungsmythos Britanniens bietet der Historienfilm abenteuerlich-harmlose Unterhaltung. Trotz hochkarätiger Besetzung spotten die Schauspielerleistungen teilweise jeder Beschreibung.“

## Synchronsprecher
Die Synchronsprecher für die deutsche Fassung:
- Aurelius: Tom Vogt
- Ambrosinus: Peter Matić
- Romulus Augustulus: Christian Zeiger
- Mira: Maria Koschny
- Odoaker: Gerald Paradies
- Wulfila: Tobias Kluckert
- Vortgyn: Reiner Schöne
- Nestor: Peter Reinhardt
- Kustennin: Roland Hemmo
- Demetrius: Kim Hasper
- Batiatus: Dennis Schmidt-Foß
- Vatrenus: Bernd Vollbrecht
- Theodorus Andronikos: Marcus Off
- Orestes: Thomas Nero Wolff
- Flavia: Christin Marquitan
- Hrothgar: Jan Spitzer
- Tertius: Rainer Doering
- Ygraine: Laura Elßel

## Sonstiges
Ebenfalls Bezug auf die neunte Legion nehmen die Filme Centurion aus dem Jahr 2010 und Der Adler der neunten Legion aus dem Jahr 2011.